# Jelena Wolodina-Antonowa
Jelena Wjatscheslawowna Wolodina-Antonowa (kasachisch Елена Вячеславовна Володина-Антонова, gebürtig Wolodina; * 22. April 1971 in Oral) ist eine ehemalige kasachische Skilangläuferin.

## Werdegang
Wolodina-Antonowa trat international erstmals bei den nordischen Skiweltmeisterschaften 1993 in Falun in Erscheinung. Ihre besten Platzierungen dort waren der 46. Platz über 5 km klassisch und der 12. Rang mit der Staffel. Im folgenden Jahr holte sie bei den Olympischen Winterspielen in Lillehammer mit dem 21. Platz über 30 km klassisch ihre ersten Weltcuppunkte und errang zusammen mit Natalja Schtaimez, Jelena Tschernezowa und Oxana Kotowa in der Staffel den 13. Platz. Dies war zugleich ihre Einzelplatzierung im Weltcup und erreichte zum Saisonende mit dem 55. Platz im Gesamtweltcup ihr bestes Gesamtergebnis. In der Saison 1994/95 wurde sie Vierte bei der Winter-Universiade 1995 in Candanchú und belegte bei den nordischen Skiweltmeisterschaften 1995 in Thunder Bay den 53. Platz in der Verfolgung, den 45. Rang über 15 km klassisch und den 41. Platz über 5 km klassisch. Im Februar 1996 wurde sie bei den Winter-Asienspielen in Yabuli Zehnte über 10 km Freistil. Bei den Olympischen Winterspielen 1998 in Nagano kam sie auf den 57. Platz über 15 km klassisch. Nach zweijähriger Pause nahm sie in der Saison 2000/01 an den nordischen Skiweltmeisterschaften 2001 in Lahti teil. Dabei kam sie auf den 46. Platz im Sprint, auf den 42. Rang über 15 km klassisch und auf den 27. Platz über 10 km klassisch. Ihre besten Platzierungen bei den Olympischen Winterspielen 2002 in Salt Lake City waren der 29. Platz über 10 km klassisch und zusammen mit Swetlana Deschewych, Oxana Jazkaja und Swetlana Malachowa-Schischkina der 11. Rang in der Staffel. 
In der Saison 2002/03 gewann Wolodina-Antonowa bei den Winter-Asienspielen 2003 in der Präfektur Aomori die Bronzemedaille über 5 km klassisch und die Goldmedaille mit der Staffel und belegte bei den nordischen Skiweltmeisterschaften 2003 im Val di Fiemme den 40. Platz im Sprint, der 37. Rang im 15-km-Massenstartrennen und der 36. Platz über 10 km klassisch. Außerdem wurde sie dort zusammen mit Jelena Kolomina, Oxana Jazkaja und Swetlana Malachowa-Schischkina Vierte in der Staffel. In der Saison 2004/05 kam sie in Reit im Winkl mit dem 27. Platz im Sprint nach 11 Jahren wieder in die Punkteränge und lief bei den nordischen Skiweltmeisterschaften 2005 in Oberstdorf auf den 43. Platz im Skiathlon, auf den 26. Rang im Sprint und auf den siebten Platz mit der Staffel. Im folgenden Jahr errang sie bei den Olympischen Winterspielen in Turin den 42. Platz über 10 km klassisch. In der Saison 2006/07 belegte sie bei den nordischen Skiweltmeisterschaften 2007 in Sapporo den 42. Platz im Sprint, den 29. Rang im 30-km-Massenstartrennen und den 11. Platz mit der Staffel. Bei den Winter-Asienspielen 2007 in Changchun wurde sie Neunte im Sprint und Vierte über 5 km klassisch. Zudem gewann sie dort erneut die Goldmedaille mit der Staffel. In der folgenden Saison kam sie auf den 43. Platz bei der Tour de Ski 2007/08 und holte im Sprint in Charkiw ihren einzigen Sieg im Eastern-Europe-Cup. Bei den nordischen Skiweltmeisterschaften 2009 in Liberec errang sie den 39. Platz über 10 km klassisch. Ihr letztes internationales Rennen absolvierte sie bei den Olympischen Winterspielen 2010 in Vancouver. Dort lief sie auf den 45. Platz im Sprint.

## Erfolge

### Teilnahmen an Weltmeisterschaften und Olympischen Winterspielen

#### Olympische Winterspiele
- 1994 Lillehammer: 13. Platz Staffel, 21. Platz 30 km klassisch, 33. Platz 5 km klassisch, 38. Platz 10 km Verfolgung, 47. Platz 15 km Freistil
- 1998 Nagano: 57. Platz 15 km klassisch
- 2002 Salt Lake City: 11. Platz Staffel, 29. Platz 10 km klassisch, 32. Platz 30 km klassisch, 47. Platz 10 km Skiathlon
- 2006 Turin: 42. Platz 10 km klassisch
- 2010 Vancouver: 45. Platz Sprint klassisch

#### Nordische Skiweltmeisterschaften
- 1993 Falun: 12. Platz Staffel, 46. Platz 5 km klassisch, 49. Platz 15 km klassisch, 50. Platz 10 km Verfolgung, 55. Platz 30 km Freistil
- 1995 Thunder Bay: 41. Platz 5 km klassisch, 45. Platz 15 km klassisch, 53. Platz 10 km Verfolgung
- 2001 Lahti: 27. Platz 10 km klassisch, 42. Platz 15 km klassisch, 46. Platz Sprint Freistil
- 2003 Val di Fiemme: 4. Platz Staffel, 36. Platz 10 km klassisch, 37. Platz 15 km klassisch Massenstart, 40. Platz Sprint Freistil
- 2005 Oberstdorf: 7. Platz Staffel, 26. Platz Sprint klassisch, 43. Platz 15 km Skiathlon
- 2007 Sapporo: 11. Platz Staffel, 29. Platz 30 km klassisch Massenstart, 42. Platz Sprint klassisch
- 2009 Liberec: 39. Platz 10 km klassisch

### Siege bei Continental-Cup-Rennen
| Nr. | Datum           | Ort     | Disziplin        | Serie              |
| --- | --------------- | ------- | ---------------- | ------------------ |
| 1.  | 12. Januar 2008 | Charkiw | Sprint klassisch | Eastern-Europe-Cup |

### Weltcup-Gesamtplatzierungen
| Saison  | Gesamt | Gesamt | Distanz | Distanz | Sprint | Sprint |
| Saison  | Punkte | Platz  | Punkte  | Platz   | Punkte | Platz  |
| ------- | ------ | ------ | ------- | ------- | ------ | ------ |
| 1993/94 | 10     | 55.    | -       | -       | -      | -      |
| 2004/05 | 4      | 94.    | -       | -       | 4      | 68.    |
| 2007/08 | 1      | 107.   | 1       | 72.     | -      | -      |
| 2008/09 | 8      | 105.   | 8       | 78.     | -      | -      |